# ووهیبورکا
ووهیبورکا (به لاتین: Vohiboreka) یک منطقهٔ مسکونی در ماداگاسکار است که در وندروزو واقع شده‌است. ووهیبورکا ۴٬۰۰۰ نفر جمعیت دارد و ۱۶۱ متر بالاتر از سطح دریا واقع شده‌است.